# Suscévaz
Suscévaz es una comuna suiza del cantón de Vaud, situada en el distrito de Jura-Nord vaudois. Limita al norte con la comuna de Champvent, al noreste con Chamblon, al este con Treycovagnes, al sur con Ependes, y de suroeste a oeste con Mathod.
La comuna formó parte hasta el 31 de diciembre de 2007 del distrito de Yverdon, círculo de Champvent.

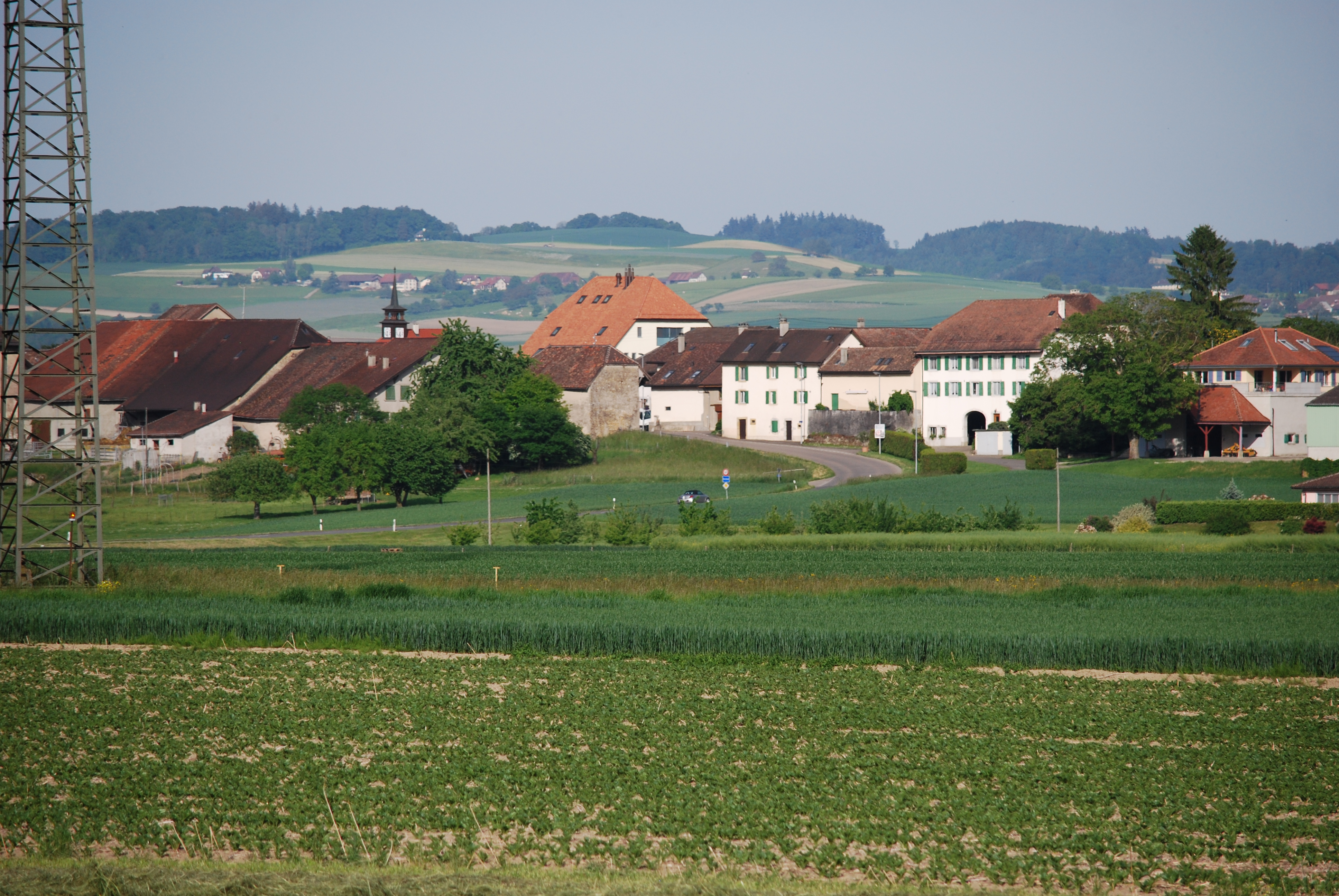
Suscévaz